# ウスマン・ディアキテ (2000年生のサッカー選手)
ウスマン・ディアキテ（フランス語: Ousmane Diakité、2000年7月25日 - ）は、マリのサッカー選手。ポジションはMF。

## クラブ歴
2018年7月にレッドブル・ザルツブルクと5年契約を結び、セカンドチームのFCリーフェリングで同月27日に初出場するも、39分と90+2分にイエローカードを受けて退場というデビュー戦になった。2019年夏にSCラインドルフ・アルタッハに1年の期限付き移籍。
2023年2月1日、2024年夏までの契約でTSVハルトベルクに移籍した。

## 代表歴
U-17代表として2015 FIFA U-17ワールドカップに、U-20代表として2019 FIFA U-20ワールドカップに出場した。